# Władysława Sikora
Władysława Sikora-Pawłowska (ur. 3 lutego 1917 w Rzeszowie, zm. 24 sierpnia 2010) – nauczycielka, harcerka, działaczka konspiracyjna.

## Dzieciństwo i edukacja
Przyszła na świat jako najmłodsze z dziesiątki dzieci Aleksandry z domu Lasockiej i Walentego Pawłowskich. Początkowo rodzina mieszkała w Rzeszowie, jednak później przeniosła się do Tyczyna, gdzie ojciec prowadził kancelarię. Ukończyła siedem klas szkoły powszechnej w Tyczynie i następnie uczęszczała do Szkoły Wydziałowej w Cieszynie. W 1932 w wieku 15 lat zapisała się do drużyny harcerskiej im. Emilii Plater. W 1936 została absolwentką Państwowego Nauczycielskiego Seminarium Żeńskiego w Cieszynie. Rok po maturze objęła posadę nauczycielki kontraktowej w szkole w Cieszynie, a w 1938 dostała etat nauczycielki w Ustroniu. W tym samym roku została komendantką hufca wiślańskiego. W lipcu 1939 brała udział w obozie dla drużynowych w Koszęcinie i była w Pogotowiu Harcerek. Pod koniec sierpnia 1939, tydzień przed wybuchem wojny, w Żukowie koło Cieszyna wyszła za mąż za nauczyciela Jana Sikorę, który był tam zmobilizowany. Ze względu na napiętą sytuację na granicy musieli rozstać się w dniu ślubu. Władysława Sikora-Pawłowska powróciła do Ustronia, gdzie zastał ją wybuch wojny.

## Działalność konspiracyjna
Włączyła się w tajne nauczanie. Na skutek denuncjacji, w maju 1940, została aresztowana przez ustrońskie gestapo. Przebywała w więzieniu z Cieszynie, z którego została przewieziona do Katowic, a następnie do Ravensbrück. W obozie otrzymała numer 3643. Dzięki znajomości języka niemieckiego pracowała w kuchni więźniarskiej, potem w personalnej i w magazynie kuchennym, co uratowało ją od niemieckich eksperymentów. Praca pozwoliła jej na przeżycie oraz pomoc innym wygłodniałym więźniarkom. W 1941 wraz z innymi więźniarkami założyła tajną organizacje harcerską – drużynę „Mury”, której mottem było Trwaj i pomóż przetrwać innym. Należała do zastępu „Cegieł”, którego głównym zadaniem było organizowanie żywności. Przez łączników pzekazywała radiu w Szwajcarii informacje o eksperymentach na kobietach. W obozie trzykrotnie proponowano jej podpisanie volkslisty, co umożliwiło by jej opuszczenie obozu, ale odmówiła. W kwietniu 1945 Władysława Sikora-Pawłowska wraz z grupą współwięźniarek opuściła obóz dzięki transportowi zorganizowanemu przez szwedzkiego skauta, hrabiego Folka Bernadotte. Dzięki szwedzkiemu Czerwonemu Krzyżowi dotarła do Szwecji, gdzie przebywała kilka miesięcy. Do Polski wróciła w grudniu 1945. 

## Działalność po wojnie
Spotkała się z mężem w Ustroniu. Małżeństwo zamieszkało w Cieszynie, gdzie oboje podjęli pracę w szkole. W 1946 Władysława Sikora-Pawłowska urodziła jedynego syna Andrzeja Sikorę. W drugiej połowie lat 50. XX wieku ukończyła trzyletnie studium nauczycielskie i przez następne lata uczyła w szkole matematyki. Przez cały czas angażowała się w działalność harcerską, zajmowała się drużynami PCK i była zaangażowana w pracę w cieszyńskiego Kręgu Seniorów ZHP. Należała do Macierzy Ziemi Cieszyńskiej oraz Klubu Inteligencji Katolickiej. Utrzymywała kontakty z Muzeum Harcerstwa w Warszawie oraz fundacjami charytatywnymi. Wygłaszała wiele prelekcji, utrzymywała stały kontakt z harcerzami z całej Polski. Uczestniczyła we wszystkich powojennych spotkaniach drużyny „Mury” oraz cały czas utrzymywała bliskie kontakty z członkami drużyny. W maju 1971 w Ustroniu-Jaszowcu razem z koleżankami z drużyny uczestniczyła w Międzynarodowym Spotkaniu Komitetu Byłych Więźniarek Ravensbrück. Na emeryturę przeszła w 1972. Ze względu na stan zdrowia została uznana inwalidką wojenną. Była bezpartyjna. Spisała wspomnienia. Staraniem Śląskiego Instytutu Naukowego w Katowicach w 1986 została wydana książka pod tytułem „Mury”. Konspiracyjna Drużyna Harcerska w Ravensbrück. Jest to zbiór wspomnień w formie gawęd dla młodzieży harcerskiej. W latach 80 XX wieku, będąc już na emeryturze, Sikora-Pawłowska rozpoczęła działalność w kręgu starszoharcerskim.
Została pochowana na Cmentarzu Komunalnym w Cieszynie.

## Odznaczenia
- Krzyż za Zasługi dla ZHP
- Krzyż Kawalerski Orderu Odrodzenia Polski
- Krzyż Oświęcimski
- Złoty Krzyż Zasługi dla ZHP[2].

## Upamiętnienie
W 2013 została uhonorowana lampą ufundowaną przez rodzinę oraz przyjaciół umieszczoną na Uliczce Cieszyńskich Kobiet.
Jest jedną z bohaterek Cieszyńskiego Szlaku Kobiet opracowanego przez Władysławę Magierę.